# Clococenii Vechi, Glodeni
Clococenii Vechi este un sat din comuna Balatina din raionul Glodeni (Republica Moldova). A fost fondat în perioada interbelică, primii săi locuitori fiind țărani cu puțin pământ originari din satul Costiceni (actualmente în regiunea Cernăuți din Ucraina). În 2004 avea 776 locuitori: 769 moldoveni/români, 3 ruși, 2 ucraineni și 2 persoane cu etnie nedeclarată.